# Ground Combat Element
La Ground Combat Element è la componente terrestre della MAGTF.

## Struttura
La Ground Combat Element (GCE) è strutturata in: 
- Un fire team (gruppo di fuoco) è l'elemento base della GCE. Comprende quattro marines: caposquadra/fuciliere (armato di fucili d'assalto M16 o M4), un fuciliere (M16, M4 o fucile da battaglia M14), un granatiere (M16/M4 con lanciagranate M203) e un mitragliere (armato di mitragliatrici leggere M60 o M249). Il comandante del gruppo è di norma un caporale.
- Una squadra è formata da tre gruppi di fuoco, in aggiunta ad un caporale o da un sergente caposquadra.
- Un plotone fucilieri consiste di tre squadre e di un elemento comando formato da capo plotone, sergente di plotone, infermiere del corpo sanitario della Marina. Il sergente consiglia al capo plotone, di norma un sottotenente (2nd Lieutenant) o un tenente (1st Lieutenant), nel arrivare ad una decisione. Un plotone armi può sostituire per una squadra una sezione con mortaio da 60 mm, una sezione assalto, una sezione con mitragliatrici medie (M240 G). In totale circa 42 uomini.
- Una compagnia fucilieri consiste di tre plotoni fucilieri, un plotone armi e una sezione supporto. Una compagnia armi può sostituire per i plotoni fucilieri un plotone con mortai da 80 mm, un plotone anticarri e un plotone mitragliatrici pesanti (M2). C'è anche la compagnia comando e servizi, composta da un plotone comando, un plotone trasmissioni e un plotone servizi. La compagnia è inoltre comandata da un capitano.
- Un battaglione consiste di tre compagnie fucilieri, una compagnia armi, e una compagnia comando e servizi, comandato da un maggiore o da un tenente colonnello.
- Un reggimento consiste di tre battaglioni, comandato da un colonnello.
- Una divisione, comandata da un maggiore generale, comprende tre reggimenti e un reggimento artiglieria, e unità specializzate addizionali, tipo i carri armati.

Una brigata, comandata da un brigadier generale, è l'unità meno comune nel Corpo dei Marines, ma è tipicamente formata da uno o più reggimenti e più unità di supporto.
Battaglioni e unità più grandi hanno un sergente maggiore e un ufficiale dirigente come secondo in comando, più ufficiale e altri per: Amministrazione (S-1), Intelligence (S-2), Operazioni (S-3), Logistica (S-4), Affari Civili (solo in tempo di guerra) (S-5) e Trasmissioni (S-6). Unità delle dimensioni di un battaglione o più grandi possono essere rinforzate dall'aggiunta di unità carri e artiglieria di supporto, come nelle Battalion Landing Teams delle MEU.
Le quattro divisioni del Corpo dei Marines sono:
- 1st Marine Division, di stanza a Camp Pendelton, California
- 2nd Marine Division, di stanza a Camp Lejeune, Carolina del Nord
- 3rd Marine Division, di stanza a Camp Courtney, Okinawa, Giappone
- 4th Marine Division, unità di riserva di stanza a New Orleans, Louisiana, con unità sparse per tutti gli Stati Uniti.

Durante la seconda guerra mondiale, esistevano altre due divisioni: la 5° e la 6°, che combatterono nella guerra del Pacifico. Queste divisioni furono disciolte alla fine della guerra. La 5° fu riattivata per combattere in Vietnam, ma fu sciolta nei primi anni settanta.